# Arthur Axmann
Artur Axmann (1913-1996) va ser el líder de les Joventuts Hitlerianes des de 1940 fins al final de la Segona Guerra Mundial.
El 1932 va ser cridat a ser dirigent (Reichsleiter) del Partit Nazi o NSDAP) amb la tasca de reorganitzar les cèl·lules de les Joventuts Hitlerianes. Va perdre un braç al front el 1941.
Durant les darreres setmanes de la guerra en la batalla de Berlín, comandà unitats compostes principalment per nens i adolescents sense entrenament militar que en la seva majoria moriren.
El 1944, Axmann va ser condecorat amb l'Orde Alemany màxima distinció possible individualment que podia concedir el Partit Nazi.
S'estava al búnker de Hitler abans que aquest se suicidés. Axmann escapà junt amb Martin Bormann i Ludwig Stumpfegger.
Axmann va ser arrestat el desembre de 1945 quan es va descobrir un moviment nazi clandestí que ell havia preparat. Jutjat a Nuremberg va ser condemnat a tres anys de presó. Durant el judici va dir que havia sentit el tret de Hitler en suïcidar-se. Després de la guerra i de la seva pena de presó va continuar la militància nazi, entre d'altres a la fraternitat a l'entorn de Werner Naumann, un excol·laborador estret de Joseph Goebbels i secretari d'Estat al «Ministeri d'informació popular i propaganda».
De 1971 a 1976 va viure en una vil·la a Playa de Taurito a Gran Canària on va planificar un centre de lleure per una empresa espanyola.